# Ruta Provincial 329 (Tucumán)
La Ruta Provincial 329 es una carretera de Tucumán, Argentina, que conecta Concepción con la estación de bombeo del Departamento Simoca. La carretera se encuentra pavimentada, excepto entre Monteagudo y el fin de la ruta. Sobre la ciudad de Concepción hasta la intersección con Ruta nacional 38 se denomina como avenida Soberanía Nacional.
Entre 2021 y 2022 se realizaron trabajos de repavimentación de la ruta entre Concepción y Monteagudo, con un costo de ARS 700 000 000. Las obras estaban planeadas desde 2010, más no se llevaron a cabo generando accidentes y problemas a los residentes cercanos al camino. La repavimentación en su paso por Concepción se interrumpió, por lo cual en 2024 se anunció la concreción de las obras por parte de la dirección provincial de vialidad y el municipio de la ciudad del sur tucumano.

## Localidades
Las localidades por las que pasa son las siguientes:
- Departamento Chicligasta: Concepción y La Trinidad.

- Departamento Simoca: Ciudacita, Trejos y Monteagudo.